# 乌日采
乌日采（羅馬化：Užice，發音：[ûʒit͡se] ⓘ），又译为乌日策，是塞尔维亚西部的茲拉蒂博爾區的城市及该区的行政中心。城市面积为667平方公里，2022年人口数量为69,997人，中心城区的人口数量则为54,965人。
在科索沃战争中，乌日采遭到了北约军队的轰炸。现在乌日采当地的主要产业包括了纺织、机械、皮革和金属等工业。